# Ilex nemorosa
Ilex nemorosa är en järneksväxtart som beskrevs av C.T. Rizzini. Ilex nemorosa ingår i släktet järnekar, och familjen järneksväxter. Inga underarter finns listade i Catalogue of Life.